# Thelema
Thelema (Grieks: Θελημα voor wil of intentie) is een occulte filosofie waarin de Wil heilig is en alle handelingen die intentioneel geschieden in meerdere of mindere mate als magisch beschouwd worden. Deze filosofie benadrukt ook de rituele praktijk van Magick.

## Ontstaan
De occultist Aleister Crowley (1875-1947) beweerde dat de regels van Thelema aan hem werden geopenbaard in de periode van 8 tot en met 10 april 1904 door het spirituele wezen Aiwass (ook wel Aiwaz) in Caïro, Egypte. Crowley diende daarbij als schrijver en zijn vrouw Ross Kelly als medium. Het boek Liber AL vel Legis, beter bekend onder zijn Engelse titel The Book of the Law, dat zo ontstond kan gekarakteriseerd worden in de volgende verzen:
- "Doe wat gij wilt zal de gehele Wet zijn" (AL I:40)
- "Liefde is de wet, liefde onder wil" (AL I:57)
- "Het woord van de Wet is THELEMA" (AL I:39)
- "Er is geen wet naast Doe wat gij wilt" (AL III:60)
- "Iedere man en iedere vrouw is een ster" (AL I:3)

Opgemerkt moet worden dat Crowley een bewonderaar was van de 16e-eeuwse Franse satirist François Rabelais, die in zijn spotwerk over religie, mystiek en politiek, getiteld Gargantua, de hoofdpersoon een Abdij van Thélème (een fictieve stad aan de Loire) laat stichten waarin de zogenaamde Thelemieten een soort van anti-kloosterorde vormen; hierin mag toch wel een inspiratiebron vermoed worden,  niet alleen omdat Crowley de naam "Thelemieten" overnam, maar ook daar hij in 1920 te Cefalù, Sicilië, zelf een Abdij van Thelema stichtte (die in 1923 gesloten werd nadat de Thelemieten op last van Mussolini's regering Italië moesten verlaten).

## Doctrine
De centrale doctrine van Thelema behelst dat het leren kennen van en vervolgens handelen naar de Ware Wil (Engels True Will) het ultieme doel en de ultieme plicht van ieder wezen is. Deze Ware Wil is een mystiek concept dat het éne pad van handelingen waarbij men geen enkele vorm van weerstand ontmoet aanduidt.
Er wordt verondersteld dat het handelen naar deze Ware Wil gelijk staat aan geassisteerd worden door de gehele kosmos en dat meerdere personen of wezens die allen naar hun Ware Wil handelen nooit in conflict kunnen treden. Hieruit volgt dat handelen naar de Ware Wil beïnhoudt dat men de Ware Wil van anderen moet respecteren, hetgeen tot uitdrukking komt in "Liefde is de wet".
Thelema legt naast op persoonlijke discipline en verantwoordelijkheid ook grote nadruk op persoonlijke vrijheid; elk mens is goddelijk en mag dus niet onderdrukt worden, hetgeen tot uitdrukking komt in "Iedere man en iedere vrouw is een ster".

## Invloeden
Thelema had een grote invloed op occulte stromingen van de 20e eeuw en mag naast de theosofie en de Hermetic Order of the Golden Dawn als voornaamste aanzet tot new age beschouwd worden. De invloed van Thelema valt als volgt in te delen:
- Formele invloeden
  - Organisaties die Crowley's leerstellingen compleet accepteren, zoals de Ordo Templi Orientis (OTO) en de Argenteum Astrum (A.A.).
  - Organisaties die Crowley's leerstellingen deels accepteren, zoals de Illuminates of Thanateros en de Temple of Set.
  - Organisaties die Crowleys's leerstellingen niet in deze vorm accepteren maar die een radicalere visie voorstaan dan direct aan Crowley's leerstellingen ontnomen kan worden, zoals de Fraternitas Saturni.
- Informele invloeden op bewegingen als wicca van Gerald Gardner en het modern satanisme van Anton Szandor LaVey, die teksten kennen met frasen die zeer veel gelijkenis vertonen met het Liber AL vel Legis.